# Isola Rizza
Isola Rizza (Isola Riza o Isola Rissa in veneto) è un comune italiano di 3 308 abitanti della provincia di Verona in Veneto.

## Geografia fisica
Isola Rizza è situato a circa 24 chilometri a sud-est rispetto al capoluogo di provincia Verona. È attraversato dal Piganzo che scorre parallelamente al corso del fiume Adige e inoltre è lambito dal fiume Bussè. Il territorio comunale è di circa 17 km² ed è completamente pianeggiante e comprende oltre al capoluogo, che sorge nella parte nord-orientale, varie località che corrispondono alle vecchie corti rurali di un tempo: Casalandri, Casalati, Casalino, Casari, Casotti, Mandella, Merle, Ormeolo, Rabbia e altre minori, poste ai confini con i comuni di Bovolone, Roverchiara e di San Pietro di Morubio.

## Origini del nome
Il nome originario era "Insula Porcaritia". "Insula" in quanto l'abitato sorgeva in una spianata al di fuori dei boschi e delle paludi che circondavano la zona,  "Porcaritia", inteso come recinto di porci, in quanto questo era un luogo dove veniva praticato l'allevamento di questo animale. Nel corso dei secoli, "Porcaritia" divenne "Porcarizza". Nel 1872 gli isolani cambiarono il nome del paese in Isola Rizza, dimenticandosi del vecchio nome considerato quasi volgare. In seguito però recuperarono la scrofa con il riso in bocca nello stemma comunale del 1932, che riprendeva il vecchio simbolo della comunità che è riprodotto ai piedi del campanile dal 1535.

## Storia

### Preistoria
Isola Rizza fu abitata fin dalla preistoria. La sua storia è stata condizionata dagli sconvolgimenti che dovette subire per le inondazioni dei fiumi che la attraversano. Ciò non ha impedito ritrovamenti di antichi insediamenti. Presso il Museo Archeologico di Verona è conservato l'attacco di un'ansa di un vaso di bronzo ritrovato nel 1889. Il reperto risale al periodo della civiltà degli Etruschi (VI secolo a.C.). A Pieve a circa sessanta centimetri di profondità, si ritrovò un'urna fittile integra del periodo fra l'età del Bronzo e l'età del Ferro, conservata presso il Museo di Storia Naturale di Verona.

### Protostoria
A Casalandri, nella necropoli dei Galli Cenomani, nel 1982 si ha avuto il rinvenimento di alcune tombe del II secolo a.C.  Complessivamente sono state portate alla luce centoundici sepolture. Casalandri fa parte di una folta serie di necropoli che partono dal padovano e finiscono a Valeggio sul Mincio. La tipicità di questo ritrovamento è rappresentata dal biritualismo fra inumazione e cremazione. È il punto centrale del lento e pacifico assorbimento delle popolazioni locali da parte di Roma. A proposito di questo rito misto, Luciano Salzani riporta, sottolineandone l'importanza
II rito funebre è misto, con una prevalenza del numero degli incinerati rispetto a quello degli inumati. Le ossa bruciate delle tombe a cremazione non sono deposte all'interno di un'urna, ma sono ammucchiate in un angolo della tomba. È anche possibile che fossero contenute all'interno di un recipiente di legno o di cuoio che non ha lasciato tracce. Assieme alle ossa si trovano una o più monete e le fibule. Il resto del corredo è costituito da piccoli vasetti, ollette e da ciotole contenenti ossa d'animali. Le armi sono rappresentate da spade, coltellacci, punte di lancia e umboni di scudo. Le tombe ad inumazione non presentano un'orientazione ben definita. In queste tombe il corredo si trova di regola presso la testa del defunto

### Storia

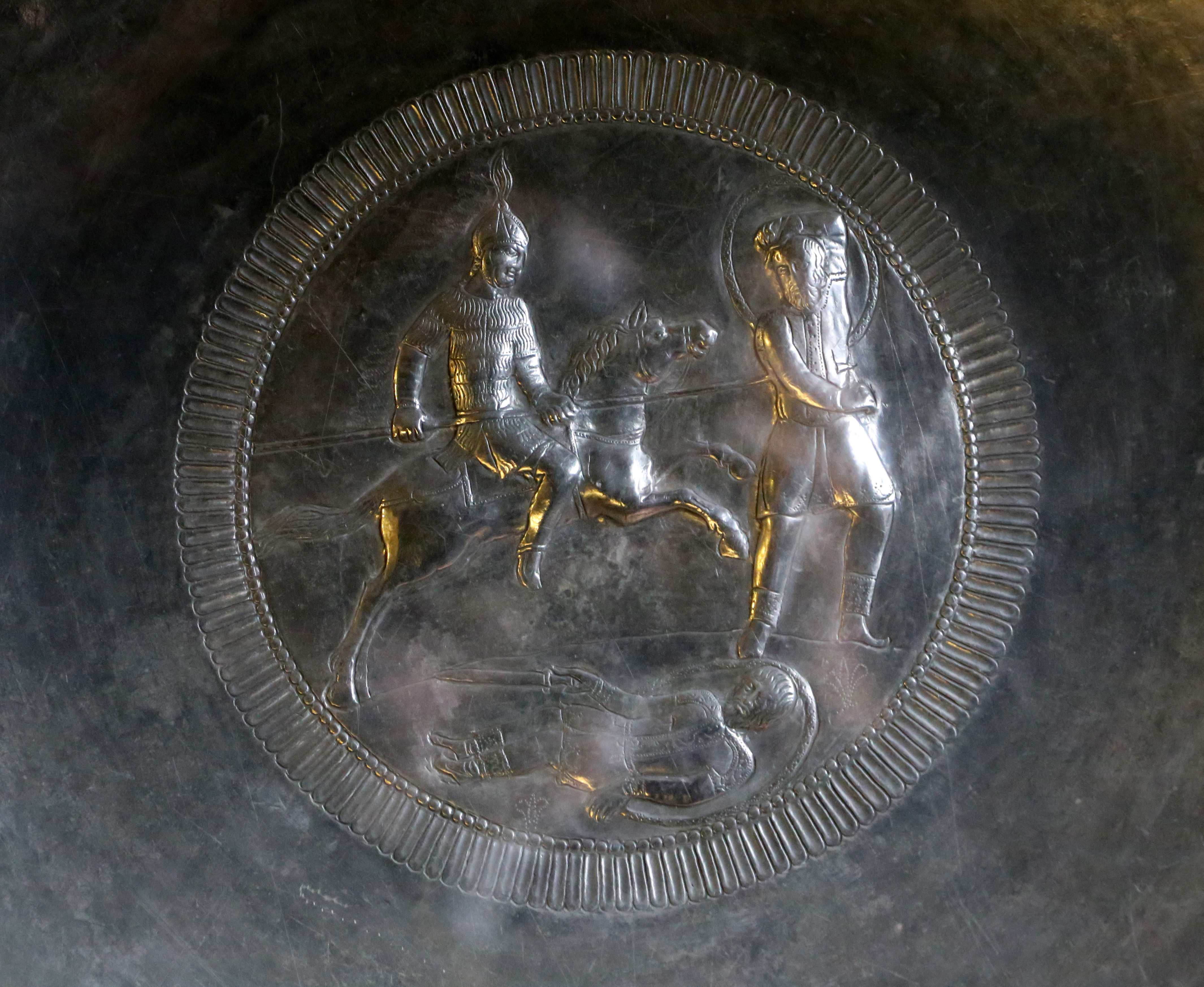
Piatto in argento con un medaglione centrale

È della seconda metà dell'Ottocento il ritrovamento del Tesoretto di Isola Rizza che venne alla luce nel febbraio 1872 durante lavori di aratura da parte del sig. Giuseppe Faccini nel terreno detto "pezza delle pecore" in località Casalati. Sotto una lastra di pietra vengono ritrovati una serie di oggetti di probabile fattura longobarda databili nel V° secolo: un piatto in argento con un medaglione centrale a sbalzo con una scena di guerra, sei cucchiai in argento, due fibule a disco in oro e argento, una fibbia da cintura e tre guarnizioni dorate. Il Faccini non dà molta importanza al ritrovamento, mette da parte gli oggetti ritrovati, adopera il piatto come abbeveratoio per i pulcini e continua il suo lavoro nei campi. Solo l'anno successivo il cav. Bernardino Biondelli direttore del Gabinetto Numismatico di Milano in vacanza da quelle parti vede casualmente quel piatto e si accorge del suo valore. Gli oggetti passano in mano al Comune di Isola Rizza che dopo un periodo di contrattazione con il Comune di Verona nel 1875 li acquista e li espone a Palazzo Pompei. Nel 1928 sono trasferiti al Museo di Castelvecchio dove si trovano tuttora.
Il centro nel medioevo era di importanza relativa per la zona, del 1212 si trovano documenti che testimoniano la presenza di un arciprete col titolo di magister, un'importante area di tributi e un clero numeroso, una forte presenza di chiese, una parte andate distrutte.
Una figura centrale di questa fase fu l'arciprete Leonardo Auricalco, che ricostruì la chiesa arcipretale e svolgeva il suo compito senza risiedervi, stipendiava in loco un cappellano in maniera che svolgesse il suo lavoro.
La fertilità del terreno ha portato ad una numerosa presenza di ville padronali specialmente nel periodo veneziano, da ricordare che l'introduzione del riso nella zona dipese dall'intervento della Serenissima.

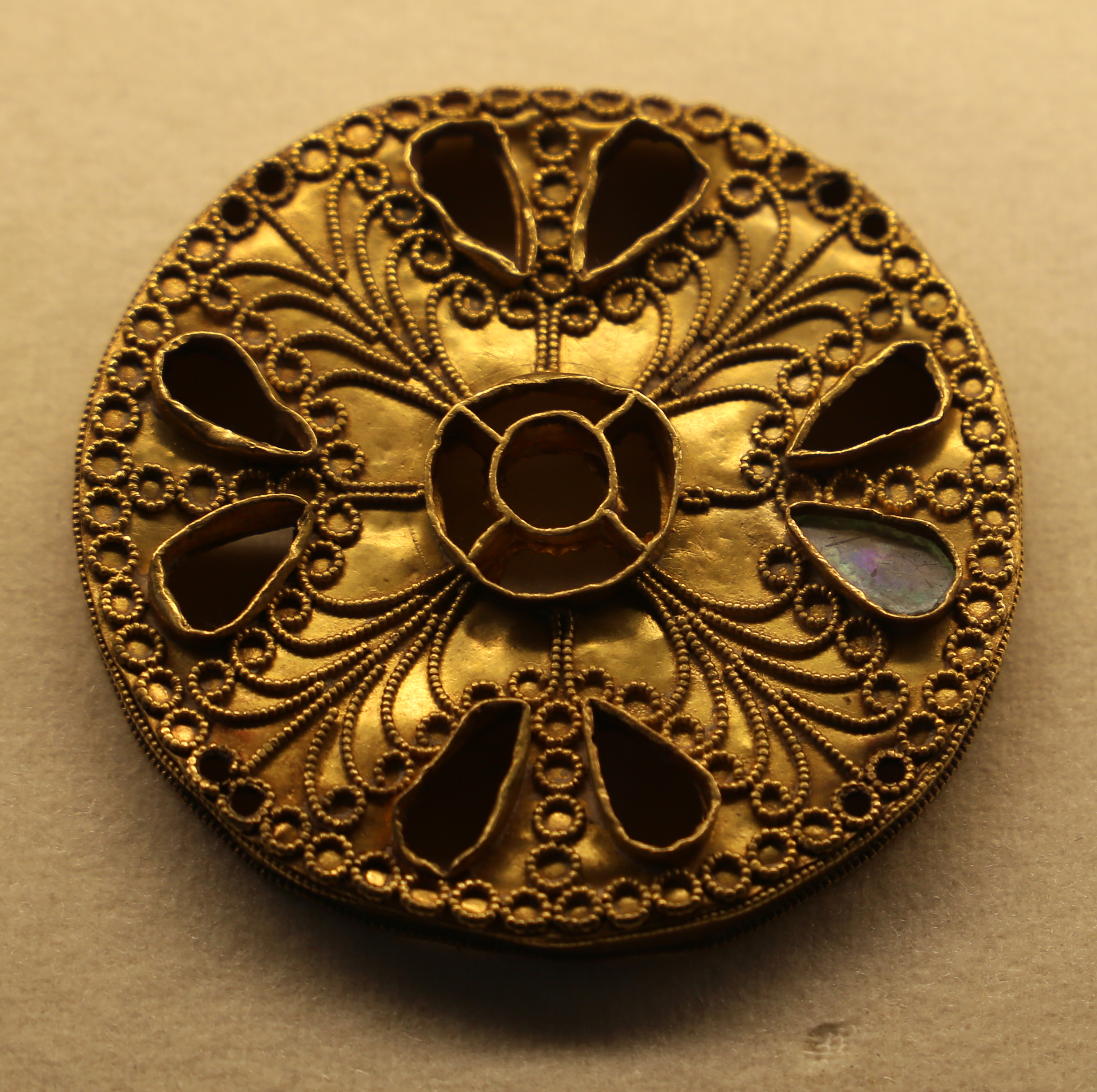
Fibula in oro

### Simboli
Lo stemma di Isola Rizza riprende uno degli emblemi della comunità nel XVI secolo, riprodotto alla base del campanile della parrocchiale, e viene ufficialmente adottato nel 1932, qualche decennio dopo la modificazione del nome del comune da Isola Porcarizza a quello di Isola Rizza. Il riso rappresenta il principale prodotto agricolo della zona.

## Monumenti e luoghi d'interesse

### Architetture religiose

#### Parrocchiale dei Santi Pietro e Paolo - XVIII secolo
Questa chiesa sorge su una già preesistente della fine del Quattrocento che subì modifiche e ammodernamenti nel corso del tempo.
questa chiesa fu costruita al di fuori del centro abitato del paese per servire alcune corti e residenze di Signori della zona.
L'attuale struttura risale all'inizio del XVIII secolo. La chiesa è dotata di un maestoso protiro sorretto da grandi colonne.
Al suo interno contiene una pala del 1708 posta vicina all'altare maggiore denominata Madonna coi santi Pietro e Paolo. L'edificio sacro è costruito in stile neoclassico.

#### Chiesa di Santa Maria della Piazza - XV secolo

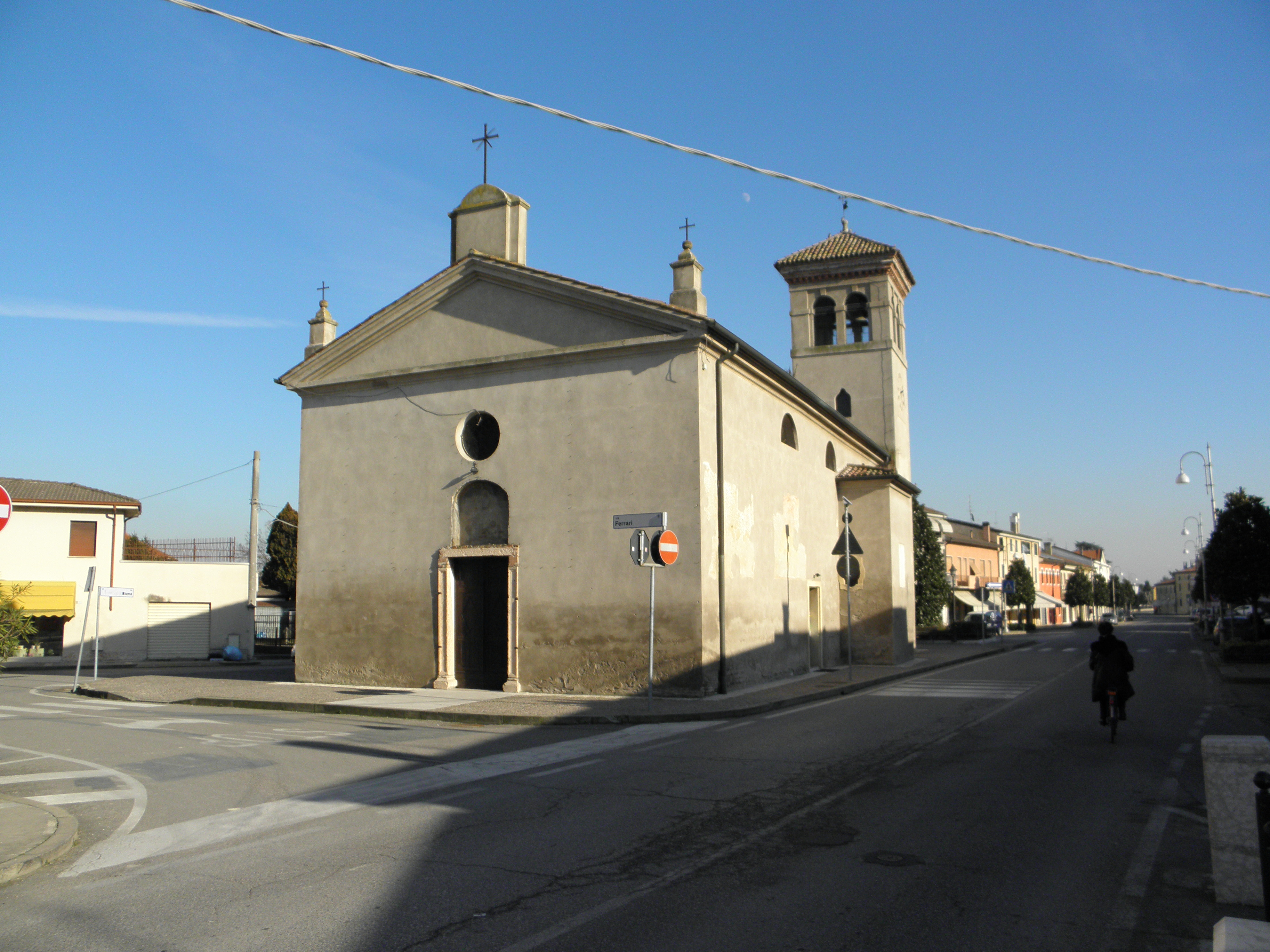
Chiesa di Santa Maria della Piazza.

Viene chiamata anche Santa Maria Janua Coeli. Risale al Quattrocento ma in quel luogo già nel XII secolo si trovava una pieve appartenente ad un ordine religioso devoto ai santi Pietro e Paolo. La chiesa contiene vari affreschi di varie epoche (dal 1400 al 1800) raffiguranti vari santi, man mano adorati nel corso dei tempi. È stata anche sede di un ospedale. Contiene oltre all'altare maggiore altri due altari minori dedicati a S. Agapito e a S. Michele.

### Monumenti

#### Croce del Gallo
Nel centro del paese, una interessante croce votiva, molto particolare e ben conservata,era abbastanza comune sia nel veronese e nel mantovano. Sono caratteristiche dei cimiteri militari francesi delle guerre napoleoniche. Questo crocevia da inizio alla strada che congiunge Roverchiara con Isola Rizza, inoltre funge da incrocio con altre tre strade, due delle quali portano all'aperta e fiorente campagna isolana.

### Ville e palazzi

#### Villa Pollettini - XV secolo

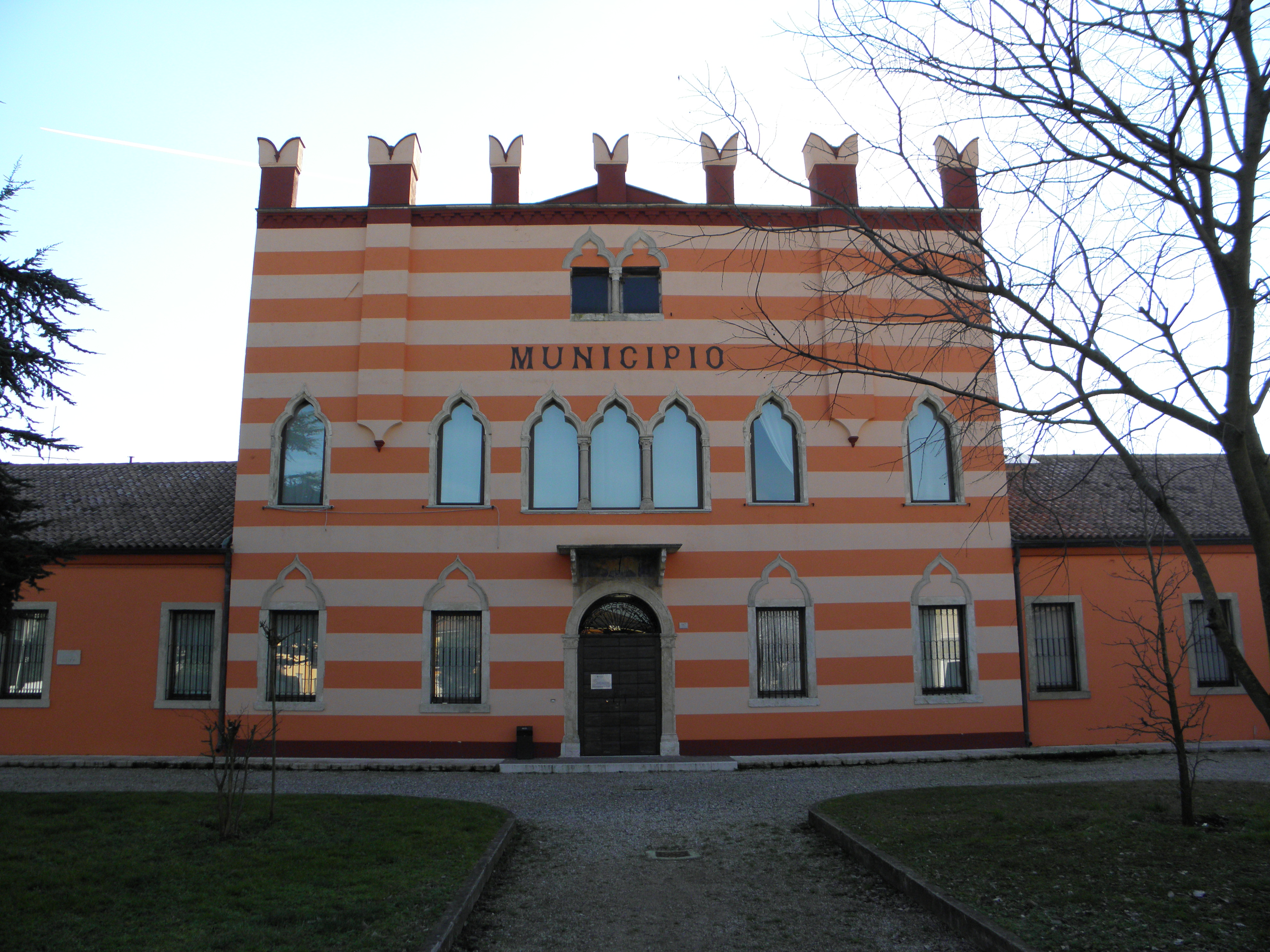
Villa Pollettini.

Tra le numerose ville e corti di Isola Rizza, spicca villa Pollettini, attualmente sede municipale e considerato uno degli edifici più interessanti della Bassa veronese.
La struttura costruita nel Quattrocento, apparteneva ad un'importante famiglia nobiliare della zona già dal XVI secolo.
Al suo interno, rispettando le caratteristiche di antica casa veneta, troviamo un enorme salone dal quale lateralmente si può accedere a quattro stanze, tutte affrescate e decorate con disegni floreali risalenti al Cinquecento.
Anche i soffitti di tutte le stanze sono interamente decorati con dipinti vari.
Inoltre nel corso del XIX secolo sono stati aggiunti altri dipinti di notevole valore artistico, tra cui un grande affresco dal titolo "La finta malata" opera del pittore veneziano Giacomo Favretto.
Infine l'edificio presenta esternamente sopra la porta di ingresso un elegante balcone e una recente merlatura sulla parte superiore della facciata.

#### Villa Maffei Ferrari - XV secolo
L'inizio del dominio dei Maffei su una parte del comune è riportato precisamente dal contratto. Il 9 settembre 1413, Daniele Maffei acquistò per 1663 ducati d'oro una porzione della fattoria di Verona, con tutte le sue decime, edifici e molini. Fu il primo seguito da altre famiglie nobili o estremamente ricche. Proprio la presenza di queste nuove famiglie accelerò il cambiamento del toponimo, come si vede nella storia del nome.

#### Villa Mandella - XVI secolo
Nel 1589 il cavaliere Andrea della nobile famiglia Mandelli si insediò nel territorio di Isola Rizza con l'intenzione di costruirvi una tenuta. Nel 1813 la corte venne acquistata dal nobile Girolamo Maffei, la cui famiglia aveva iniziato a creare il proprio dominio in questo territorio già a partire dal 1413.
Visitata e celebrata nei secoli da illustri personaggi della storia e della cultura tra cui Gabriele D'Annunzio e Maria Callas.
- Villa Recalco - XVI secolo
- Villa Sagramoso Buri - XVI secolo
- Villa Bonanome - XVI secolo

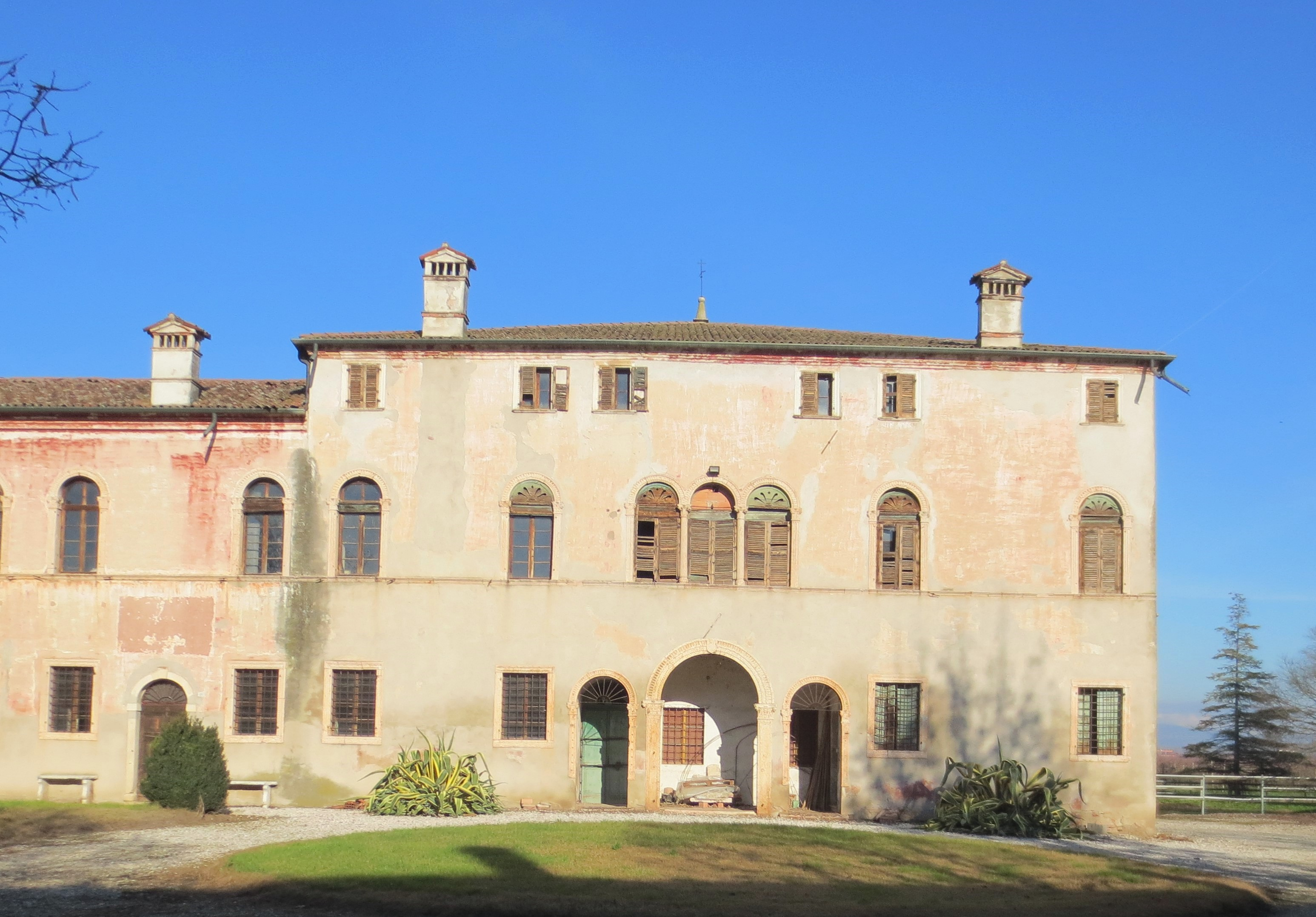
Villa Buri

- Villa Martelli Ferrari - XVI secolo
- Villa Maffei De Medici Ferrari - XVI secolo
- Villa Maffei alla Capra - XVI secolo

## Società

### Evoluzione demografica
Abitanti censiti

## Economia
L'economia agricola che caratterizza da sempre la vita degli abitanti del paese si è modificata negli ultimi anni con l'insediamento di piccole-medie industrie legate alla meccanizzazione agricola e alla produzione del mobile classico vista la vicinanza con il distretto del mobile di Bovolone-Cerea. Inoltre il passaggio della superstrada SS434 Transpolesana ha fatto crescere a ridosso di essa nuovi insediamenti industriali e attività di vario genere.
Appartiene all'area di produzione del Riso Vialone Nano Veronese che viene coltivato su terreni della pianura veronese irrigati con acqua di risorgiva.

## Manifestazioni
- Mercato settimanale

Si tiene tutti i giovedì.
- Sagra settembrina dedicata alla Madonna Addolorata

È una festa paesana che si svolge il penultimo fine settimana di Settembre. Durante la manifestazione vengono preparati piatti tipici locali quali risotto all'isolana, bolliti misti con la tradizionale salsa pearà, il sabato della sagra a mezzogiorno vengono servite specialità a base di carne di maiale.

## Amministrazione
Il comune fa parte del movimento patto dei sindaci
| Periodo      | Periodo      | Primo cittadino    | Partito                                 | Carica  | Note   |
| ------------ | ------------ | ------------------ | --------------------------------------- | ------- | ------ |
| giugno 1985  | maggio 1990  | Giovanni De Fanti  | Democrazia Cristiana                    | Sindaco | [ 10 ] |
| maggio 1990  | aprile 1995  | Paolo Poli         | Democrazia Cristiana                    | Sindaco | [ 11 ] |
| aprile 1995  | giugno 1999  | Giovanni De Togni  | Lista civica                            | Sindaco | [ 12 ] |
| giugno 1999  | giugno 2004  | Giovanni De Togni  | Lista civica                            | Sindaco | [ 13 ] |
| giugno 2004  | giugno 2009  | Giovanni De Togni  | Lista civica                            | Sindaco | [ 14 ] |
| giugno 2009  | maggio 2014  | Elisa De Berti     | Lega Nord - altre                       | Sindaco | [ 15 ] |
| maggio 2014  | giugno 2015  | Elisa De Berti     | Lega Nord - altre                       | Sindaco |        |
| giugno 2016  | ottobre 2021 | Silvano Boninsegna | Lega Nord                               | Sindaco |        |
| ottobre 2021 | in carica    | Vittoria Calò      | Lista civica "Vittoria per Isola Rizza" | Sindaco |        |

### Gemellaggi
- Windach